# Piękna i Bestia (film 1996)
Piękna i Bestia (ang. Beauty and the Beast) – australijski film animowany z 1996 roku w reżyserii Richarda Slapczynskiego wyprodukowany przez Burbank Animation Studios oparty na podstawie francuskiej baśni ludowej o tej samej nazwie.

## Fabuła
Magiczna opowieść o pięknej młodej dziewczynie o imieniu Bella. Jej ojciec był niegdyś zamożnym kupcem. Niestety wszystko się zmieniło, a Bella musi zamieszkać sama w pałacu ze szkaradną bestią. Nocą na zamku w jej snach odwiedza dziewczynę dobra wróżka. Bella będzie musiała zdjąć zły czar, rzucony na zaklętą bestię, żeby odnaleźć prawdziwą miłość w ramionach przystojnego księcia.

## Wersja polska

### DVD
Film został wydany na DVD razem z bajkami Mała syrenka i Nowe szaty cesarza w 2008 roku w serii Klasyka Bajek Świata.
- Dystrybucja: Vision

Opracowanie: Supra Film

Wystąpili:
- Anita Sajnóg – „Piękna” van Oxley
- Ireneusz Załóg –
  - Bestia / książę,
  - Dale van Oxley,
  - Juliusz van Oxley,
  - pan Tarkington
- Krystyna Wiśniewska –
  - Rochana van Oxley,
  - zjawa w snach Pięknej
  - pokojówka Mary,
- Dariusz Stach –
  - Maxwell,
  - jeden z marynarzy